# Elaphoglossum brunneum
Elaphoglossum brunneum är en träjonväxtart som beskrevs av Edwin Bingham Copeland. Elaphoglossum brunneum ingår i släktet Elaphoglossum och familjen Dryopteridaceae. Inga underarter finns listade.